# Podocarpus aracensis
Podocarpus aracensis är en barrträdart som beskrevs av De Laub. och John Silba. Podocarpus aracensis ingår i släktet Podocarpus och familjen Podocarpaceae. IUCN kategoriserar arten globalt som livskraftig. Inga underarter finns listade i Catalogue of Life.